# سیارک ۴۹۷۱
سیارک ۴۹۷۱ (به انگلیسی: 4971 Hoshinohiroba، نامگذاری:1989BY) چهار هزار و نهصد و هفتاد و یکمین سیارک کشف شده‌است که در ۳۰ ژانویه ۱۹۸۹ کشف شد.
قدر مطلق سیارک برابر ۱۳٫۱۰ است.